# Holéczy Ákos (zenész, 1943)
Holéczy Ákos Endre (külföldön Akos Holéczy vagy Bandy Holéczy) (Budapest, 1943. július 2. – 2016. január 19.) magyar, majd svájci dzsesszzenész, szaxofonos.

## Életpályája
Első meghatározó zenei tapasztalatait édesapja, dr. Holéczy Ákos big bandjében szerezte. Édesanyja, Ákos Stefi, klasszikus zenei diplomával rendelkező dzsesszénekesnő volt. A dzsessz az akkori idők kommunista rendszerében nemigen tartozott a megtűrt műfajok közé. Elsősorban ez a tény vezetett ahhoz, hogy Holéczy, első nyugat-európai koncertturnéja alkalmával, a lehetőséget kihasználva Svájcban politikai menedékjogot kért, amit rövidesen el is nyert. Saját kvartettjével, kvintettjével ezután folyamatosan klubokban, diszkókban lépett fel. Majd felvételizett bázeli Zeneakadémia (Musik-Akademie der Stadt Basel). szaxofon tanszakára, ahol Iwan Roth növendékeként 1977-ben tanári diplomát, majd 1979-ben „Summa cum laude“ minősítéssel művészdiplomával végzett.
Bázelban telepedett le, ahol a leimentali, arlesheimi és a binningen/bottmingeni zeneiskolákban hosszú évekig szaxofontanárként működött (1975–2001). Emellett mint baritonszaxofonos, rendszeresen dolgozott, és közreműködött a zürichi, Hans Moeckel és Peter Jacques vezetése alatt álló DRS Big-Bandben, meghívott vendégszólistaként pedig a számos nemzetközileg is elismert, neves karmester vezetése alatt álló Bázeli Rádió és a Zürichi Tonhalle szimfonikus zenekaraiban (Sinfonieorchester Basel, Tonhalle Orchester Zürich). Részt vett a Hiroshi Wakasugi karmester vezetésével tartott távol-keleti turnén Szingapúrban, Hongkongban és Japánban. Olaszországban a Veronai Arénában lépett fel szólistaként, Christoph Eschenbach karmester vezényletével, Maurice Ravel Bolérójában. A Frankfurt am Main-i Alte Operben, a Hessische Rundfunks-Sinfonieorchesterrel, szintén mint szólistát láthattuk, hallhattuk Muszorgszkij Egy kiállítás képei című művének eurovíziós felvételén. Továbbá számos alkalommal közreműködött a frankfurti Sendesaal koncertjein és felvételein, többek között Eötvös Péter dirigens vezénylete alatt. 1975–1983 között a Stadtmusik Basel Big Bandjének vezetője.
Ákos szakmai tevékenysége során gospel- és templomi kórusokkal, különböző rock, pop, fusion, világzenei, blues, funky és soul együttesekkel számos, változatos stílusú és műfajú zenei projektet ill. koncertet hozott létre. Ezek során többek között a következő művészekkel játszott együtt: Dennis Armitage, Charles Tolliver, Ann Malcolm, Toots Thielemans, Remo Rau, Glenn Ferris, Kurt Weil, Roman Dyląg, Thomas Schauffert, Jimmy & The Rackets, Béla Szakcsi Lakatos, Robert Szakcsi Lakatos, 1980-ban Thomas Moeckellel, annak „Centrifuga“ c. CD-jén is. Ákos ezen kívül – mint vezető szaxofonos – számos színházi produkcióban is közreműködött, így pl.: a bázeli Stadttheaterben, a Friedrich Cerha karmester által dirigált Sinfonieorchester Basel meghívott vendégeként Prokofjev Rómeó és Júliájában, Alban Berg Lulu c. operájában, valamint különböző színpadi művek, – pl. Cabaret – bemutatásakor a Zürichi Operaházban.
A Burghard Victor által alakított „Europort” elnevezésű szaxofontrió tagja (Burghard Victor, Ann Malcolm, Akos Holéczy). Koncertezett Svájcban és USA-ban, többek között a Swiss Institut/ New Yorkban és a washingtoni Svájci Követségen.

## Diszkográfiája
- 2007: Destinations, Hungaroton
- Saxophon-Kollektiv Europort: Divertimento
- Stage Four Band: That’s Entertainment!

## Fordítás
- Ez a szócikk részben vagy egészben  az   Akos Holéczy című német Wikipédia-szócikk ezen változatának fordításán alapul.  Az eredeti cikk szerkesztőit annak laptörténete sorolja fel. Ez a jelzés csupán a megfogalmazás eredetét és a szerzői jogokat jelzi, nem szolgál a cikkben szereplő információk forrásmegjelöléseként.